# Loblocher Schlössel
Das Loblocher Schlössel ist ein denkmalgeschütztes Bauwerk in Neustadt an der Weinstraße, das mittlerweile ein Weingut beherbergt.

## Lage
Das Bauwerk befindet sich in der örtlichen Kurpfalzstraße 76 im Stadtteil Gimmeldingen. Es ist zugleich Bestandteil der Denkmalzone Kurpfalzstraße. Der Name bezieht sich auf die Lage innerhalb von Lobloch, das 1751 nach Gimmeldingen eingemeindet wurde. Letzteres ist seit 1969 ein Stadtteil von Neustadt an der Weinstraße.

## Geschichte
Das Gebäude wurde, vermutlich gegen Ende des 19. Jahrhunderts, in Form eines kleinen Schlosses errichtet, dem mittlerweile der – nicht historische – Name Loblocher Schlössel beigegeben wurde. Sein gedrungener, mit Schiefer rundgedeckter Viereckturm wächst seitlich aus dem Hauptgebäude empor, das zusätzlich noch über einen recht großen Dachreiter verfügt. In den ehemaligen Stallungen wird eine gleichnamige Weinstube betrieben, der große gepflasterte Innenhof des Weinguts ist von Grün umgeben und wird ebenfalls gastronomisch genutzt. In den Räumlichkeiten ist inzwischen das Weingut Estelmann, vorm. Hick ansässig.

## Baustil
Beim Loblocher Schlössel handelt es sich um eine spätgründerzeitliche Baugruppe. Kern des Ensembles ist die eineinhalbgeschossige, im Kern barocke Villa, die mit einem Belvedereturm ausgestattet ist. Um 1890 fand ihr Umbau im Stil der Neurenaissance statt. Hinzu kommen frühere Wirtschaftsgebäude; der Scheunenbogen ist um 1599 bezeichnet.